# Володимирівка (Окнянська селищна громада)
Володи́мирівка — село в Україні, у Окнянській селищній громаді Подільського району Одеської області. Населення становить 251 осіб.

## Історія
Під час організованого радянською владою Голодомору 1932—1933 років померло щонайменше 8 жителів села.
12 червня 2020 року, відповідно до Розпорядження Кабінету Міністрів України від № 724-р «Про визначення адміністративних центрів та затвердження територій територіальних громад Одеської області», увійшло до складу Окнянської селищної громади.
19 липня 2020 року, в результаті адміністративно-територіальної реформи і ліквідації Окнянського району, село увійшло до складу новоутвореного Подільського району.

## Населення
Згідно з переписом УРСР 1989 року чисельність наявного населення села становила 304 особи, з яких 137 чоловіків та 167 жінок.
За переписом населення України 2001 року в селі мешкала 251 особа.

### Мова
Розподіл населення за рідною мовою за даними перепису 2001 року:
| Мова       | Відсоток |
| ---------- | -------- |
| українська | 79,28 %  |
| молдовська | 13,55 %  |
| російська  | 7,17 %   |